# Peunayong (Peukan Baro)
Peunayong is een bestuurslaag in het regentschap Pidie van de provincie Atjeh, Indonesië. Peunayong telt 285 inwoners (volkstelling 2010).